# De Strijdlust Is Geboren
De Strijdlust Is Geboren é um álbum da banda neerlandesa de folk metal Heidevolk, lançado em 2005.

## Faixas
1. "Krijgsvolk"
2. "Vale Ouwe"
3. "Het Gelders Volkslied"
4. "Winteroorlog"
5. "En Wij Stappen Stevig Voort"
6. "Furor Teutonicus"
7. "Het Bier Zal Weer Vloeien"
8. "Gelre 838, Wychaert"
9. "Hengist En Horsa"

## Créditos
- Jesse Vuerbaert - vocal, flauta
- Paul Braadvraat - baixo
- Joost Westdijk - bateria
- Sebas Bloeddorst - guitarra, tamborim, harpa de boca
- Niels Beenkerver - guitarra
- Joris Boghtdrincker - vocal

Participações
- Rowan Middelwijk - coro de vozes
- Mark Bockting - coro de vozes

Produção
- Afke Westdijk - fotografia
- Robert Aarts - mixagem
- Klaesch Lageveen - desenho da capa